# Phyllodromica halterisignata
Phyllodromica halterisignata es una especie de cucaracha del género Phyllodromica, familia Ectobiidae. Fue descrita científicamente por halterisignata Bohn en 2011.
Habita en Rumania.